# Condado de Saint John (Novo Brunswick)
O Condado de Saint John é um dos quinze condados da província canadense de New Brunswick.